# Mauser 1914
Die Mauser 1914 war eine Pistole, die in Deutschland gefertigt wurde.

## Technik und Einsatz
Der Ursprung dieser Waffe lag in der Taschenpistole Mauser 1910, die nur für die schwache 6,35-mm-Browning-Patrone eingerichtet war. Das neue Modell war technisch identisch, verschoss aber eine stärkere Munition und erhielt einen Schlittenfang. Damit sollte die Pistole für den behördlichen Einsatz geeigneter sein. In der Zeit der Weimarer Republik wurde sie als Dienstwaffe bei vielen deutschen Polizeiformationen geführt. Mit der Mauser 1934 wurde eine leicht überarbeitete Version herausgebracht, die am abgerundeten Griffstück zu erkennen ist. Mit dem Erscheinen der überlegenen Walther PP brach der Umsatz jedoch drastisch ein. Die Mauser verfügte weder über einen Double-Action-Abzug noch über eine Entspannsicherung. Der Walther hatte sie nur eine Magazinsicherung voraus. Selbst mit gespannter Waffe und einer Patrone im Lager konnte sich kein Schuss mehr lösen, nachdem das Magazin entfernt wurde.
Obwohl die Waffe nicht für militärische Zwecke ausgelegt war, kam sie hier dennoch vereinzelt zum Einsatz. Im Ersten Weltkrieg wurde sie vom kaiserlichen Heer eingesetzt. Im Zweiten Weltkrieg diente sie als Offizierspistole höheren Rängen der Kriegsmarine und der Luftwaffe. Einschließlich des Modells von 1910 wurden etwa 500.000 Stück gefertigt.

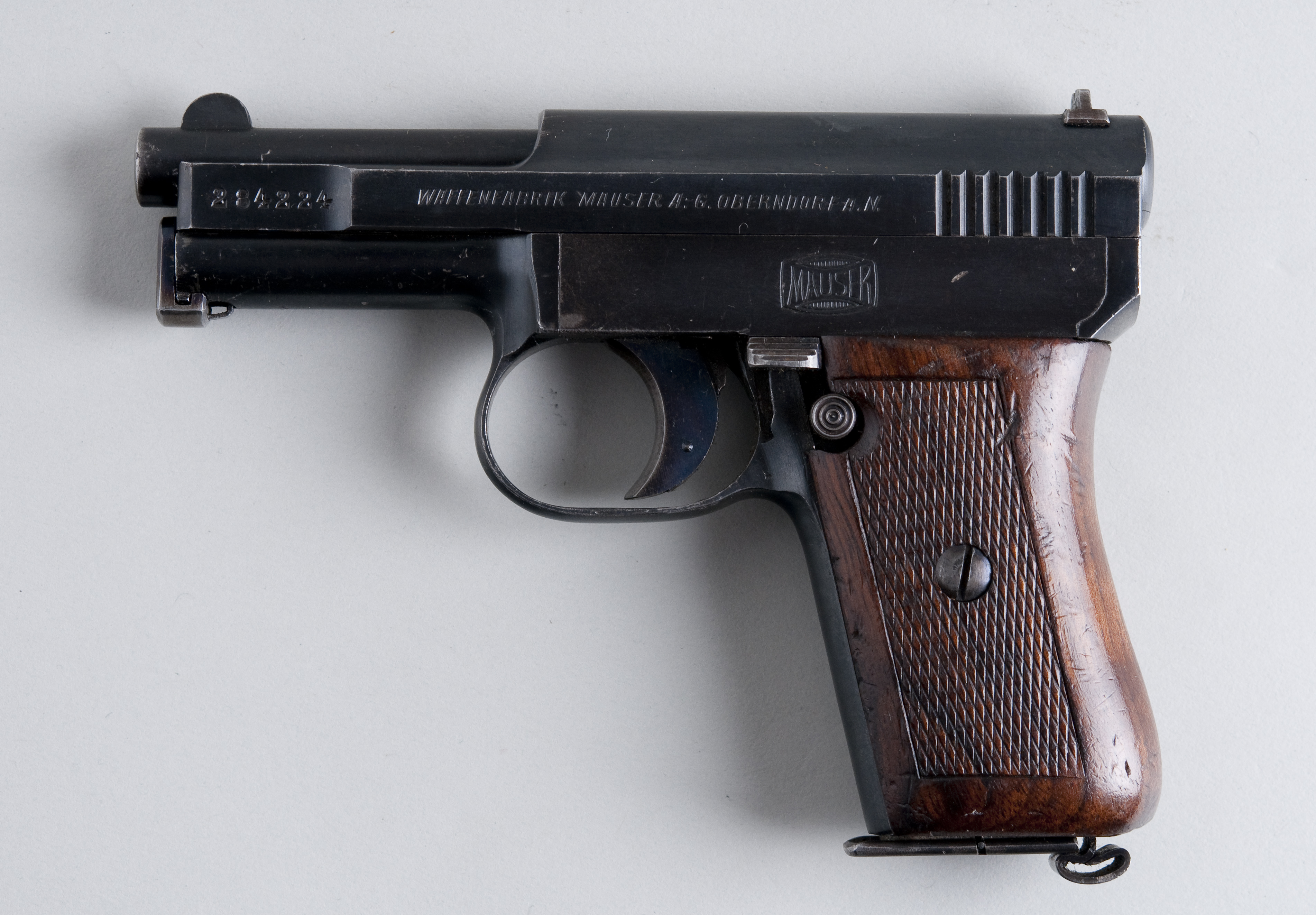
Vorgänger: Mauser Modell 1910
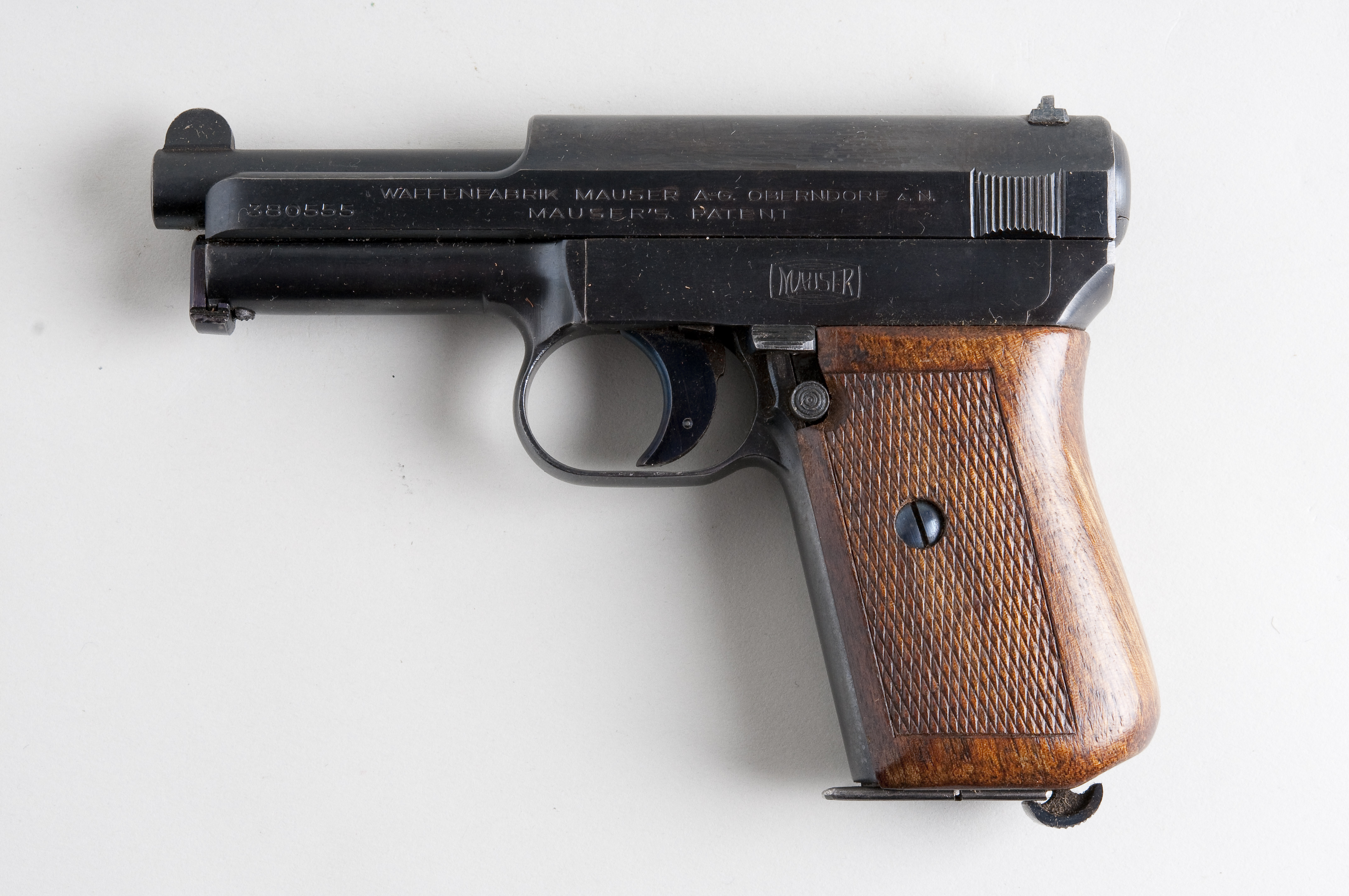
Mauser Modell 1914
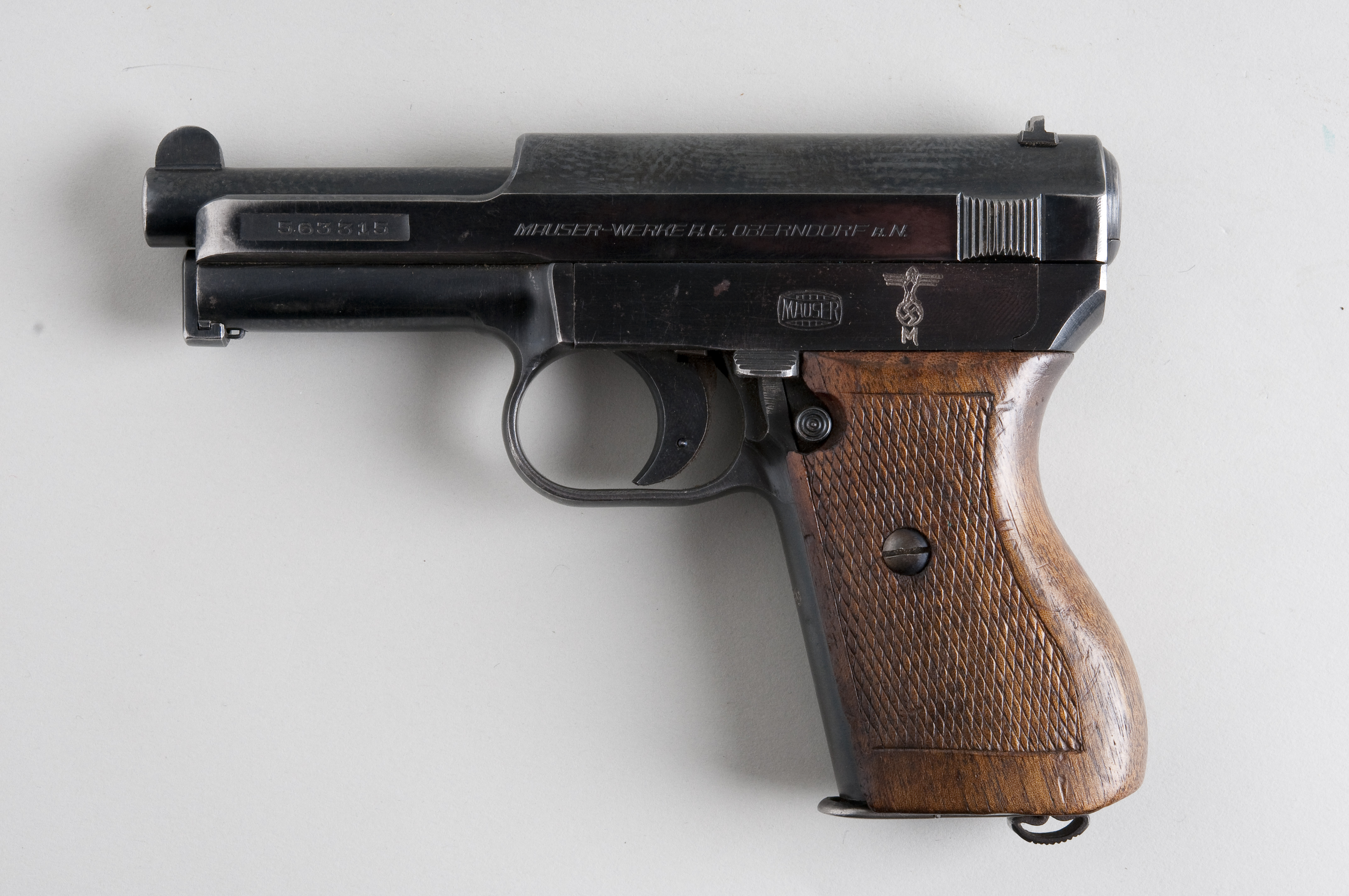
Nachfolger: Mauser Modell 1934